# 国際社会主義機構 (ボツワナ)
| 国際社会主義機構 International Socialist Organization | 国際社会主義機構 International Socialist Organization |
| ----------------------------------------------------- | ----------------------------------------------------- |
| 党首                                                  |                                                       |
| 成立年月日                                            |                                                       |
| 党本部所在地                                          |                                                       |
| 政治的立場                                            | 共産主義、トロツキズム                                |
| シンボル                                              |                                                       |
| 色（イメージカラー）                                  |                                                       |
| 国際提携                                              | 第四インターナショナル                                |
| ウェブサイト                                          |                                                       |

国際社会主義機構（英語: International Socialists Botswana、ISBO）は、ボツワナ共和国のトロツキスト政党、政治団体。第四インターナショナルの一派、国際社会主義潮流に所属している。また機関紙『地上からの社会主義』Socialism from Belowを発行しており、ボツワナの政党、政治団体としては唯一、普通紙を発行している団体でもある。
国際社会主義機構は労働者の権利保護を強く主張しており、特にボツワナの主要産業であるダイヤモンド産業では、ボツワナ政府とデビアス社を相手にDebswana鉱山での労働者解雇があった際、キャンペーンを行っている。また、ボツワナ政府によって行われた中央カラハリ動物保護区からのサン人の強制移住についても、サン人の抗議運動を支援している。